# Homología persistente

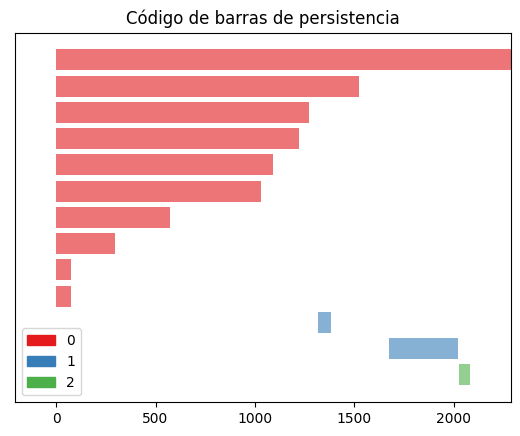
La imagen muestra un ejemplo de barcode o código de barras de homología persistente.En este caso, el barcode ilustra la evolución de las características topológicas presentes en un espacio topológico dado. Se observa que hay componentes conectados (H0) que persisten en un rango amplio de escalas. Además, se detectan algunos ciclos (H1) y cavidades (H2) que persisten en ciertos intervalos de escala, indicando la presencia de estructuras topológicas de mayor dimensión en los datos.

Consulte homología para obtener una introducción a la notación.
La homología persistente es un método para calcular características topológicas de un espacio en diferentes resoluciones espaciales. Las características más persistentes se detectan moviendo un parámetro espacial donde se considera que la mayor persistencia está relacionada con ser características verdaderas del espacio subyacente en lugar de artefactos de muestreo, ruido o una elección particular de parámetros. 
Una de sus características principales y por la cual la homología persistente ha sido utilizada en varias ramas fuera de las matemáticas como la biología,es su capacidad para extraer información de datos que de otro modo pasarían desapercibidos con los métodos tradicionales de análisis.
Para encontrar la homología persistente de un espacio, primero se debe representar el espacio como un complejo simplicial . Una filtración del complejo simplicial es una secuencia anidada de subconjuntos creciente bajo una distancia en el espacio subyacente . Una filtración simple conocida es la filtración de Čech .  Una construcción similar utiliza una secuencia anidada de complejos Vietoris-Rips conocida como filtración Vietoris-Rips . 
En el análisis topológico de datos, particularmente en el contexto de la homología persistente, se utiliza una representación gráfica llamada diagrama de persistencia para visualizar las características topológicas de una función de valor real. El diagrama de persistencia de una función de valor real f es un multiconjunto de puntos en el plano extendido. Cada punto del diagrama representa una característica homológica en el conjunto de subnivel de f, y sus dos coordenadas son los valores de f en los que la característica aparece y desaparece en los conjuntos de subnivel.
Otra representación gráfica utilizada en la homología persistente es el código de barras (barcode en inglés), que permite visualizar las características topológicas de un conjunto de datos que persisten a lo largo de diferentes escalas o resoluciones. Los barcodes permiten resumir y comprender la estructura global de los datos, especialmente cuando estos son de alta dimensión y no pueden ser fácilmente visualizados de manera directa.
En un barcode, cada característica topológica se representa mediante una barra horizontal, donde la posición y longitud de la barra indican, respectivamente, el valor del parámetro en el que aparece y desaparece la característica. De esta manera, los barcodes brindan una descripción visual concisa de la topología subyacente de los datos y sus propiedades persistentes.
Aplicaciones a la biología computacional
La homología persistente es utilizada como una herramienta para encontrar transferencias horizontales entre diferentes individuos de un linaje taxonómico. Al usarla con este propósito la topología en dimensión cero de la homología persistente resume la evolución clonal, mientras que la topología en dimensiones superiores proporciona evidencia de eventos de evolución reticulada, como la recombinación y el reordenamiento de segmentos genómicos. Los generadores de estos grupos de homología de mayor dimensión permiten identificar eventos reticulados específicos, y su conteo normalizado provee una cota inferior para la tasa de recombinación o reordenamiento en la historia evolutiva de los virus.